# Медальон-портрет императора Максимилиана II
«Медальон-портрет императора Максимилиана II» (англ. Medallion Portrait of Emperor Maximilian II) — медальон работы итальянского скульптора Антонио Абондио (1538-1591). Создан в 3-й четверти XVI века в Инсбруке. Хранится в Кунсткамере в Музее истории искусств, Вена (инвент. номер УК 3074).
Император Максимилиан II (1527-1576) изображен на этом медальоне строго в профиль, по примеру античных изображений на монетах. Максимилиан II держит фельдмаршальский жезл в правой руке, с красной перевязью на нагруднике лат — в античном стиле, его голова увенчана лаврами. На обратной стороне медальона изображена ликующая Виктория с богатой военной добычей, а рядом с ней — скован обнаженный мужчина в тюрбане. Медальон — монумент в малом формате — таким образом чтит императора Священной Римской империи как победителя турок. В 1566 году Максимилиан II действительно участвовал в походе против турок, но без больших побед. В том же году он взял к себе на службу Антонио Абондио из Северной Италии как портретиста. Абондио был особенно знаменит своими натуралистическими портретами (из раскрашенного воска) представителей дома Габсбургов и родственных им династий.
Впервые упоминается в 1607—1611 годах в описании (№2129) коллекции императора Рудольфа II (1552-1612) в Праге.